# Rhagodera
Rhagodera is een geslacht van kevers uit de familie somberkevers (Zopheridae).

## Soorten
Deze lijst is mogelijk niet compleet.
| - R. costata - R. interrupta - R. laticeps - R. texana - R. tuberculata |